# Jonathan D. Krane
Jonathan D. Krane (1952) é um produtor de cinema americano por trás da tal tarifa como Blind Date (1987), Look Who's Talking (1989) e suas sequências, Limit Up (1990), e vários filmes de John Travolta, incluindo A Outra Face (1997), Primary Colors (1998), e Swordfish (2001). Ele é casado com a atriz Sally Kellerman.[carece de fontes?]